# Islândia nos Jogos Olímpicos de Inverno de 1964
A Islândia competiu nos Jogos Olímpicos de Inverno de 1964 em Innsbruck, Áustria.